# Reisdorf (Luxemburg)
Reisdorf (luxemburgisch Reisduerfⓘ) ist eine Gemeinde im Großherzogtum Luxemburg und gehört zum Kanton Diekirch.

## Zusammensetzung der Gemeinde
Die Gemeinde Reisdorf besteht aus folgenden Ortschaften:
- Bigelbach
- Hoesdorf
- Reisdorf
- Wallendorferbrück

## Geografie
Im Dorf Reisdorf mündet die Weiße Ernz in die Sauer. Im Westen von Wallendorferbrück mündet die Our in die Sauer.

## Bevölkerung
Die Gemeinde Reisdorf hat eine relativ junge Bevölkerung, jedoch auch eine erhöhte Jugendarbeitslosigkeit. Wie die umliegenden Gemeinden Bettendorf, Befort und Ernztalgemeinde, hat Reisdorf eine große portugiesische Gemeinschaft.

## Geschichte
Die Bahnstrecke Ettelbrück–Grevenmacher verlief durch die Dörfer Reisdorf und Wallendorferbrück von 1873–1964. 1923 wurden die Gipswerke Lutz Frères, die von 1919 bis 1933 aktiv waren, an die Bahnstrecke angeschlossen. Heute verläuft der Radweg PC3 über diese Abschnitte.
Im Zweiten Weltkrieg war das Höhenplateau über die Gemeinde bis nach Bettel stark umkämpft. Die amerikanischen Streitkräfte hatten von dort direkten Einblick auf Anlagen des Westwalls. Ein historischer Erinnerungs-Weg zeigt einige Kriegsschauplätze auf der luxemburgischen und deutschen Seite.

## Tourismus
Die Gemeinde ist heutzutage stark geprägt vom Tourismus. In den Dörfern Reisdorf und Wallendorferbrück befinden sich Campingplätze. Der Müllerthal Trail verläuft durch den Südosten der Gemeinde mit der Extra Tour B.

## Galerie

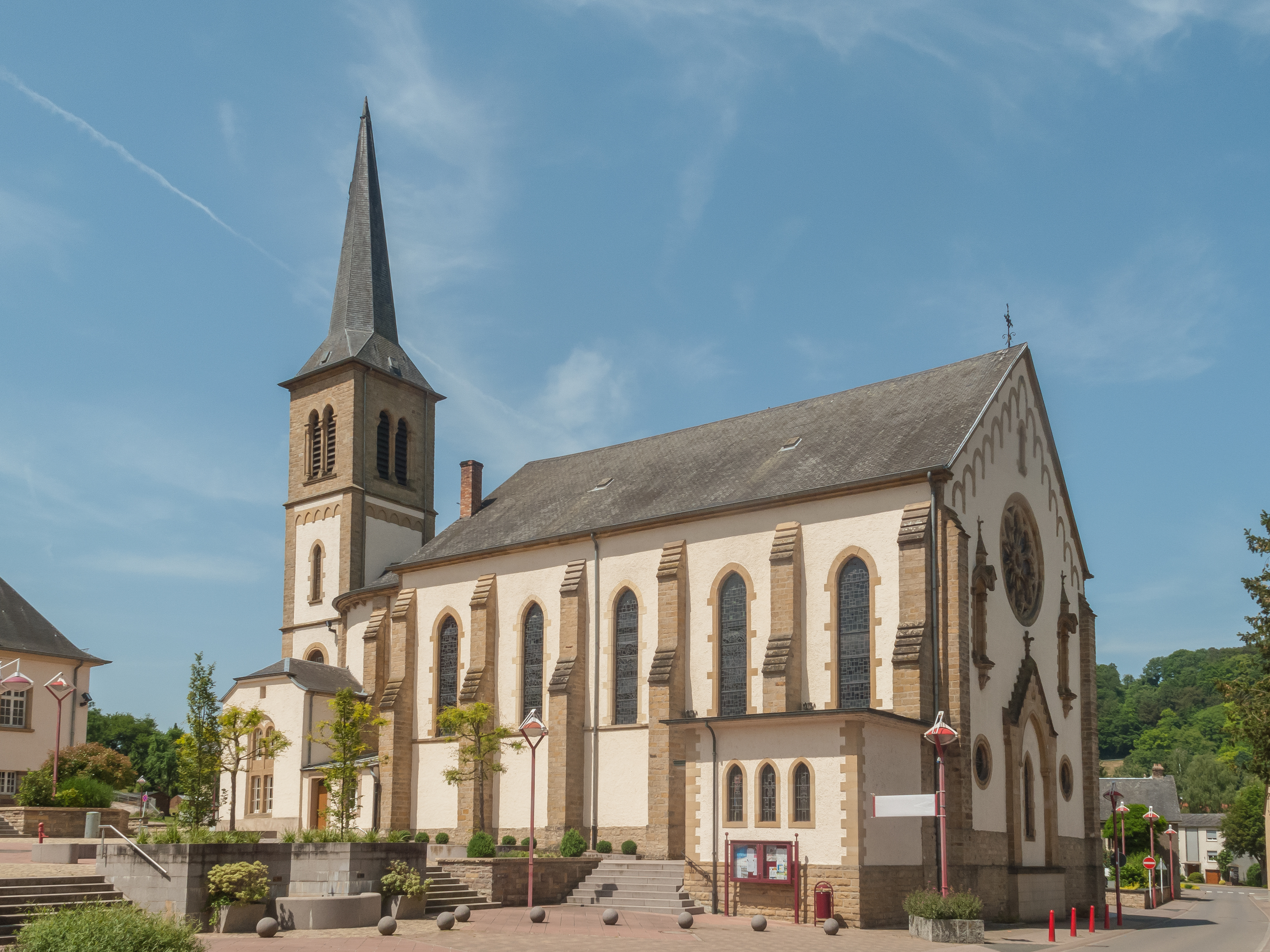
Kirche
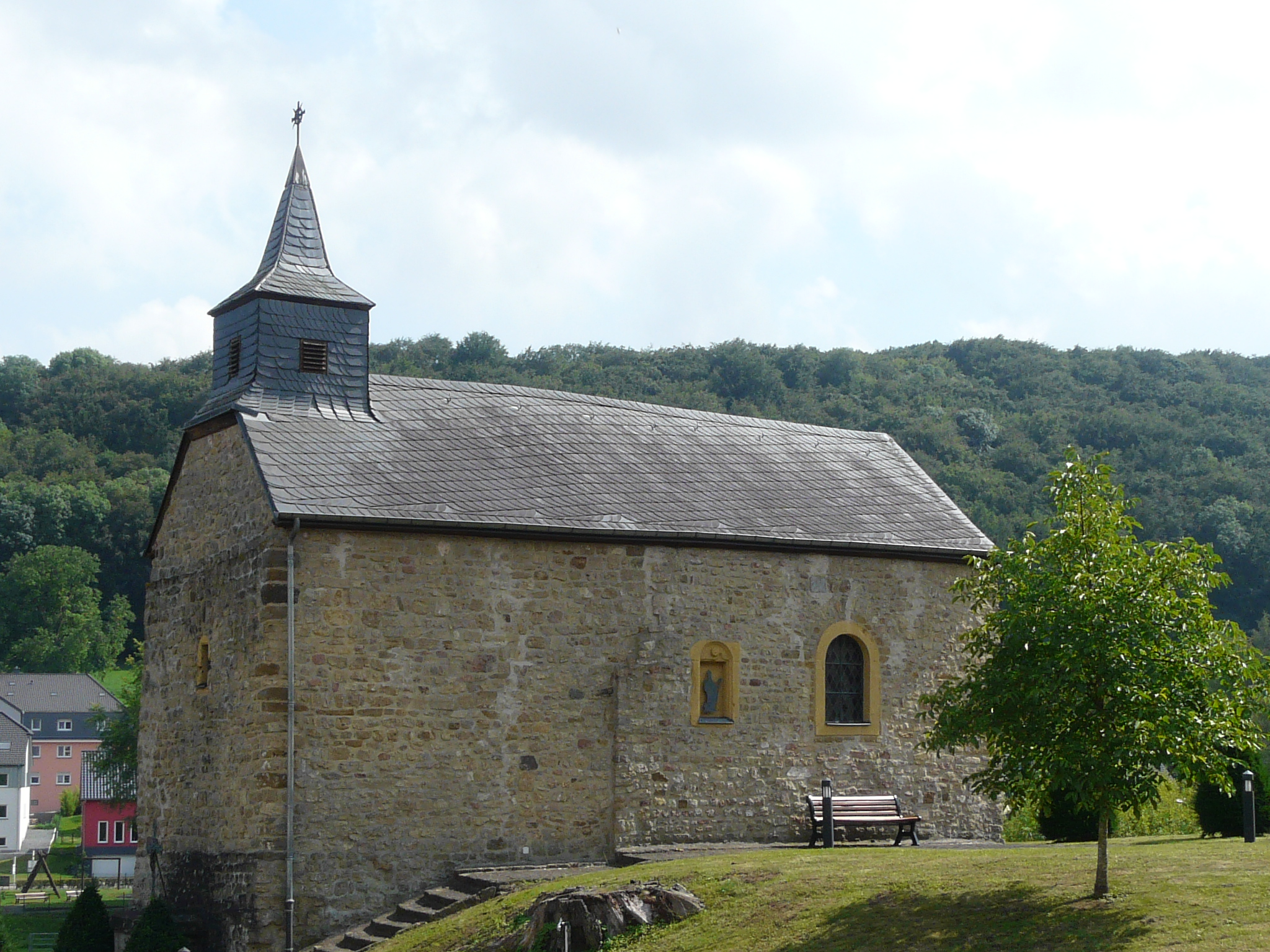
Kapelle
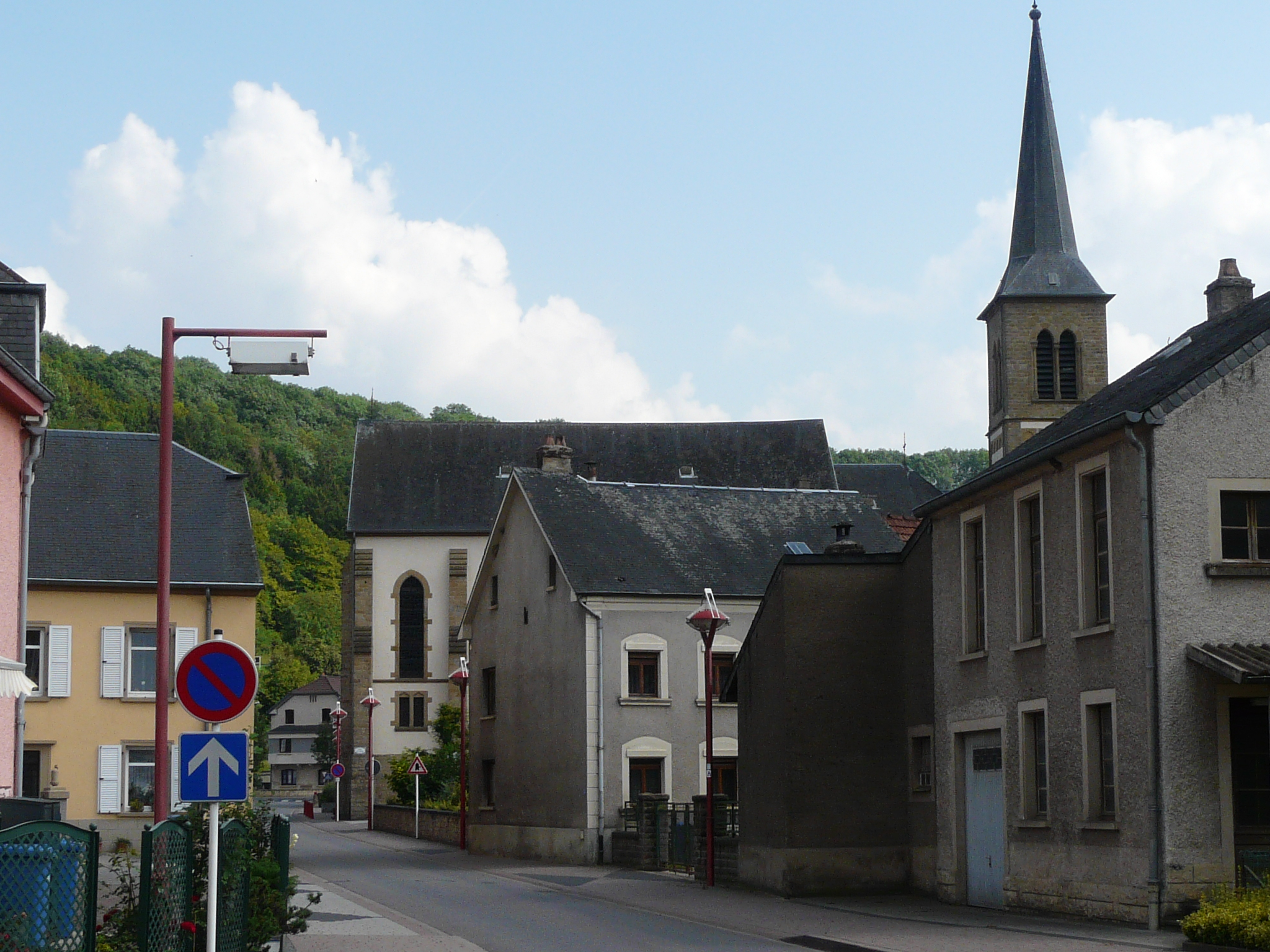
Route de Larochette
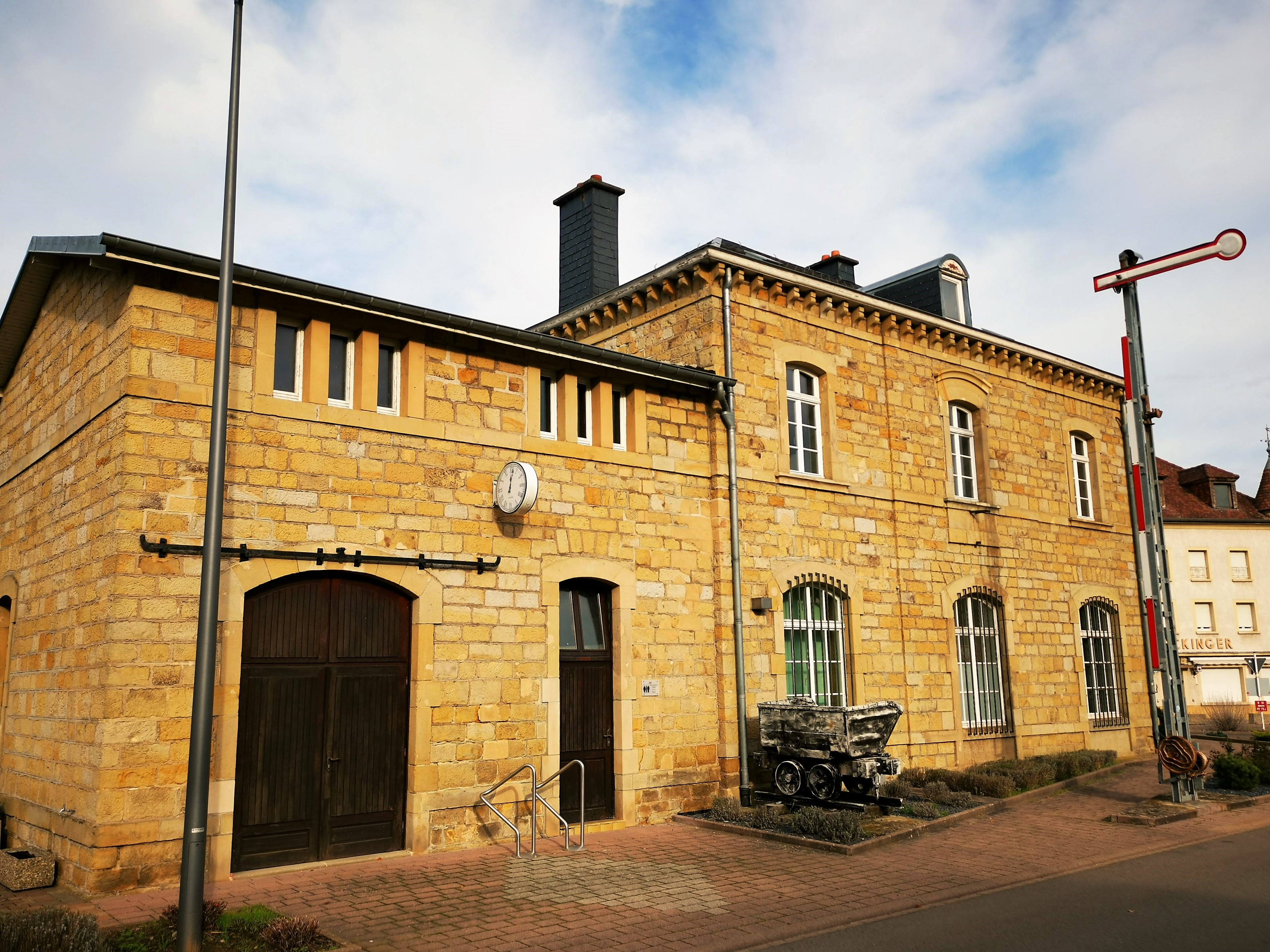
Ehemaliger Bahnhof
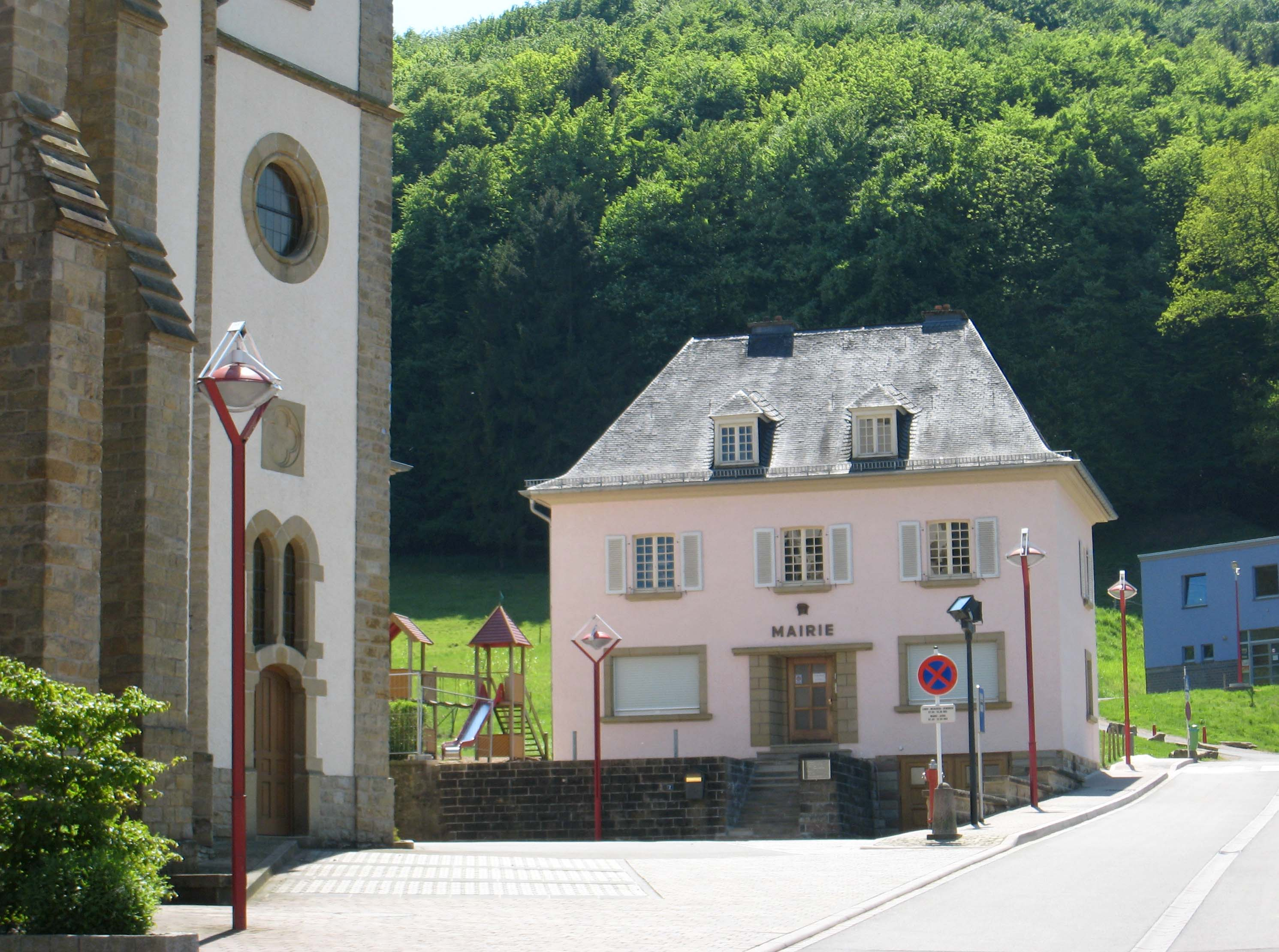
Gemeindehaus
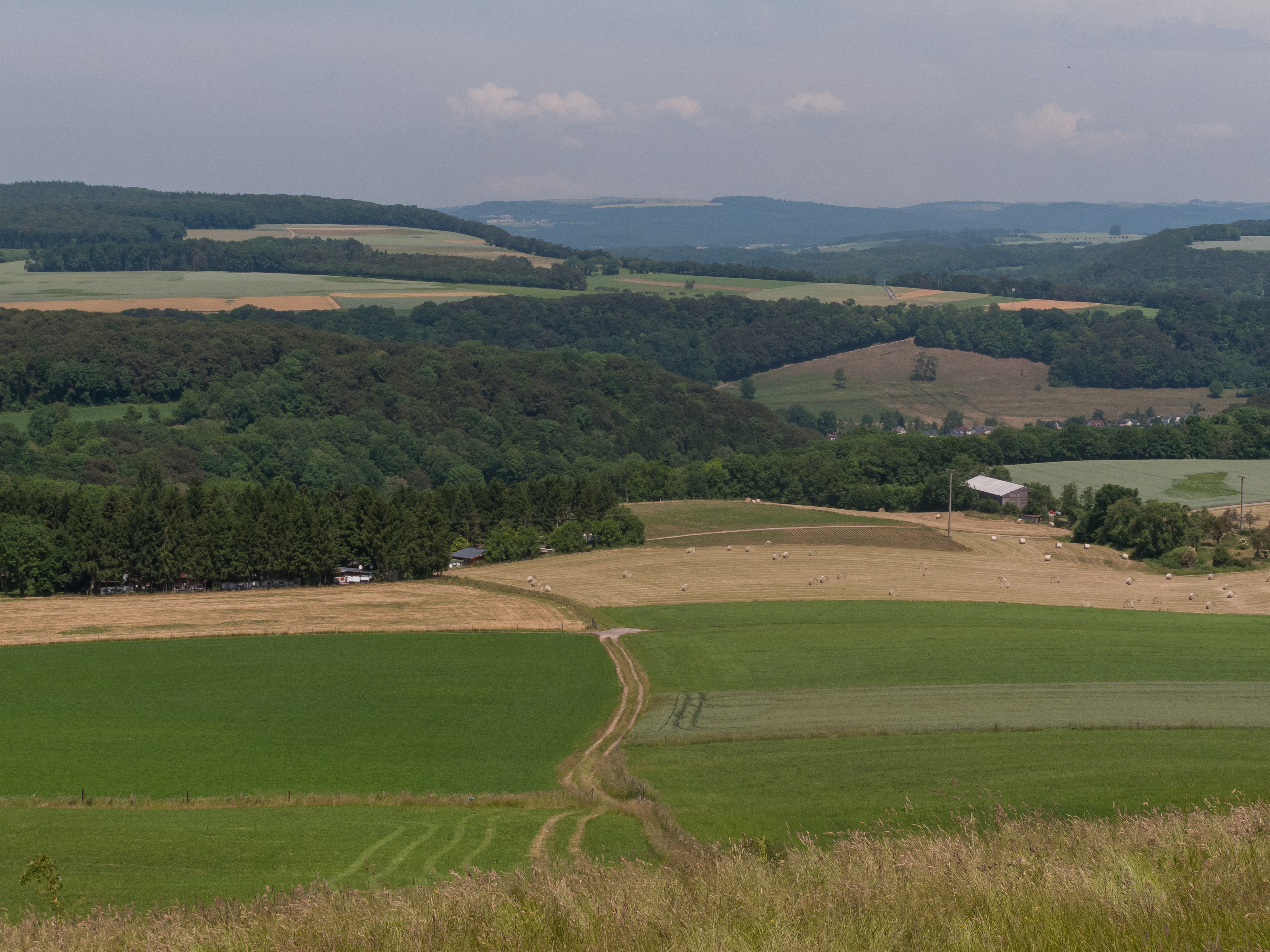
Panorama zwischen Reisdorf und Befort